# Robert Remak
Pour les articles homonymes, voir Remak.
Robert Remak, né le 26 juillet 1815 à Posen (royaume de Prusse), décédé le 29 août 1865, est un embryologiste, physiologiste et neurologue allemand.

## Biographie
Élève de Müller à l'université de Berlin il obtient son diplôme de médecine en 1838 et se spécialisa en neurologie. En novembre 1843, il rejoint le laboratoire de Schönlein à l'hôpital de la Charité de Berlin, où il poursuit ses recherches sur les tissus nerveux en même temps qu'il commence à explorer la différenciation des différentes couches germinales de l'embryon en tissus et des organes. Il restera célèbre en embryologie pour avoir réduit le nombre des quatre couches embryonnaires primitives décrites par Karl Ernst von Baer à seulement trois : ectoderme, mésoderme et endoderme. Il découvrit les fibres nerveuses amyéliniques et les cellules nerveuses du cœur encore appelées ganglions de Remak. 
Remak fut aussi l'un des promoteurs de l'électrothérapie au XIXe siècle, sous le nom de galvanothérapie.
Étant Juif, il se vit refuser à plusieurs reprises le statut de professeur à part entière malgré ses découvertes et même lorsqu'il fut nommé vers la fin de sa vie, il ne put jamais bénéficier des prérogatives complètes liées au professorat.
Son fils Ernst Remak fut lui aussi un neurologue et son petit-fils fut le mathématicien Robert Remak (de) qui mourut en déportation à Auschwitz en 1942.